# La vampira
La vampira (A Fool There Was) è un film muto del 1915 diretto da Frank Powell con Theda Bara nel ruolo della vamp. Venne girato al Fox/Willat Studio di Fort Lee nel New Jersey.
Prodotto da William Fox, il film si basa su A Fool There Was, lavoro teatrale di Porter Emerson Brown del 1909 che, a sua volta, si ispira al poema di Rudyard Kipling The Vampire. Il film codifica il personaggio e può ritenersi - almeno secondo alcuni - come il primo esempio di film di vampiri, anche se lo stesso soggetto era stato portato sullo schermo nel 1910 da The Vampire, un cortometraggio prodotto dalla Selig e interpretato da Margarita Fischer e Charles Clary.
Nel 1922, ne fu fatto un remake, Quando donna vuole, film diretto da Emmett J. Flynn con Lewis Stone e Estelle Taylor.

## Trama
Il diplomatico John Schuyler è un padre di famiglia amoroso e devoto ma, quando viene inviato in Inghilterra in missione diplomatica, incontra sulla nave il vampiro, una donna misteriosa e seducente che abbandona i suoi amanti dopo aver distrutto le loro vite.
Sedotto dalla donna, si rovina la carriera e abbandona la famiglia, nonostante gli sforzi che fanno gli amici e tutti coloro che gli vogliono bene per salvarlo dalle grinfie del vampiro. La sua caduta è inarrestabile.

## Produzione
Il film venne girato a St. Augustine, Florida e negli studi della Fox, il Willat Studio a Fort Lee nel New Jersey, prodotto dalla William Fox Vaudeville Company con il titolo di lavorazione The Vampire.

### Cast
- May Allison (1890 – 1989) - Nota attrice teatrale, esordì sullo schermo con questo film. Intraprese così una fruttuosa carriera cinematografica che, in coppia con Harold Lockwood, la fece diventare una delle più amate attrici giovani dell'epoca.

## Distribuzione
Il copyright del film, richiesto da William Fox, fu registrato il 14 gennaio 1915 con il numero LP5970.
Il film venne presentato in prima a New York il 12 gennaio 1915. Venne distribuito in sala nel gennaio 1915 ed è uno dei pochi film sopravvissuti di Theda Bara. La Fox Film Corporation lo fece distribuire nuovamente nel giugno 1918 in una versione di 5 rulli. Copie del film sono conservate negli archivi del Museum of Modern Art, nella Paul Killiam collection, alla EmGee Film Library e in altre collezioni private.

### Data di uscita
IMDb e Silent Era DVD
- USA	12 gennaio 1915	New York (première)
- USA	giugno 1918	 (riedizione)

Alias
- A veszedelmes asszony	Ungheria
- Embrasse-moi idiot	Francia (titolo DVD)